# Стерненко Сергій В'ячеславович
Сергі́й В'ячесла́вович Стерне́нко (нар. 20 березня 1995, с. Садове, Білгород-Дністровський район, Одеська область, Україна) — український громадський діяч, блогер, волонтер. Голова громадської організації «Небайдужі», засновник благодійного фонду «Спільнота Стерненка», засновник і активний учасник «Народної люстрації», колишній член Проводу і очільник одеського обласного осередку Правого сектора (2014—2017).
Автор та ведучий популярного ютуб-каналу STERNENKO.

## Життєпис
Сергій Стерненко народився 20 березня 1995 року в селі Садове Білгород-Дністровського району Одеської області. Батько Сергія — колишній прикордонник, мати — вчителька. Має молодших братів — Віталія та Ярослава. До 2014 року займався «розкруткою» груп у соцмережах та намагався розпочати кар'єру хіп-хоп-виконавця[джерело?]. Наприкінці 2013 року приєднався до Євромайдану Одеси, за власними словами, брав участь у революційних подіях у Києві, зокрема в протистояннях на вулиці Грушевського 20 лютого 2014 року. У травні 2015 року його ім'я потрапило до списку «100 впливових одеситів» під номером 56 у рейтингу визначних особистостей Одещини, який склав благодійний фонд «Журналісти за демократію».
У червні 2016 року закінчив Одеський коледж економіки, права та готельно-ресторанного бізнесу за спеціальністю «Правознавство», молодший спеціаліст з права. Працював юрисконсультом у компанії «Оскар Т». 2019 року закінчив Одеський університет ім. Мечникова за спеціальністю «Правознавство». У 2022 році закінчив магістратуру Інституту міжнародних відносин КНУ ім. Шевченка за спеціальністю «Міжнародне право». Займається дзюдо. Жив в Одесі, але після серії замахів, скоєних на нього, переїхав до Києва.

## Громадська діяльність
У січні 2014 року Стерненко приєднався до Євромайдану в Одесі. За його словами, брав участь у Революції гідності в Києві та перебував на вулиці Грушевського під час масових розстрілів 20 лютого 2014 року.
Після створення 5 лютого 2014 року в Одесі «Правого Сектора», 22 березня того ж року очолив обласний осередок. Члени «Правого сектора» були одними з найактивніших у протистоянні, а Сергій був не лише організатором, він допомагав людям того дня, коли горів Будинок профспілок, та врятував двох людей.
Був безпосереднім учасником та організатором закриття «Правим Сектором» наркоточок з реалізації спайсу в Одесі.
Також був одним з організаторів так званої «сміттєвої люстрації». 30 вересня 2014 року брав участь, разом з іншими активістами «Правого Сектора», Автомайдану, Євромайдану та Самооборони, у «сміттєвій люстрації» Нестора Шуфрича, який приїхав в Одесу на засідання партії «Опозиційний блок». Нестор Шуфрич намагався втекти, через що зчинилась шарпанина, унаслідок якої депутат отримав тілесні ушкодження.
Захищав Одесу від проросійських бойовиків під час протистояння 2 травня 2014 року.
Був серед організаторів зриву концертів Ані Лорак та Світлани Лободи в Одесі 2014 року, пікетування російського консульства, блокади окупованого Криму восени 2015, притягнення до кримінальної відповідальності Ігоря Бичкова (спійманого на хабарі головного лікаря Роздільнянської центральної районної лікарні, якого засудили на п'ять років), сприяння засудженню Валентина Дубовенка (причетного до корупційних схем та зловживання службовим становищем) та інших заходів.
У вересні 2015 на Стерненка відкрили справу за підозрою у викраденні людини. 8 вересня Приморський районний суд Одеси заарештував Сергія на два місяці, два дні він провів у СІЗО, оскільки 10 вересня Апеляційний суд змінив запобіжний захід, і Сергій був звільнений під заставу в 60 тис. грн. Гроші для застави надав Геннадій Корбан. Потерпілий у справі про викрадення жодного разу не з'явився до суду, тому розгляд справи станом на 2022 рік не завершено.
13 вересня 2015 року в Одесі Стерненко був одним з організаторів «Маршу на підтримку політв'язнів» АТОвців Андрія Медведька та Дениса Поліщука, яких звинуватили в убивстві Олеся Бузини.
У 2015 році Стерненко гостро критикував Петра Порошенка, зокрема казав: «Режим Порошенка закрив за ґрати ще більше людей, ніж свого часу бандитський режим Віктора Януковича».
15 листопада 2016 року звернувся до суду з позовом проти викладачки Історичного факультету Одеського національного університету ім. Мечникова, українофобки Олени Радзіховської. Суворовський районний суд Одеси частково задовольнив позов та зобов'язав відповідачку виплатити обумовлену в позові суму — 1 гривню, як відшкодування моральної шкоди відповідачеві.
5 лютого 2017 року з власної ініціативи склав повноваження та залишив «Правий сектор».
17 листопада 2017 року був одним з організаторів зриву виступу російського актора Костянтина Райкіна. Активісти пригадали Райкіну виступи на підтримку тимчасової анексії Криму Росією.
18 листопада 2017 року був одним з учасників акції проти забудови частини території Міського саду Одеси — Літнього театру. Сам з'явився до поліції, коли дізнався, що його підозрюють в організації масових заворушень під час акції проти забудови. 24 листопада Одеський Приморський районний суд обрав активісту запобіжний захід у вигляді тримання під вартою терміном на 60 діб з альтернативою внесення застави у розмірі 600 тис. грн. Суму застави вніс голова Одеської ОДА Максим Степанов, але апеляційний суд заставу скасував, ухваливши рішення про особисте зобов'язання.
У квітні 2018 року став співзасновником в Одесі ГО «Небайдужі».
Був серед організаторів акції протесту «Аваков — чорт», яка відбулась 28 серпня 2019 року в Києві під Офісом Президента України. Учасники акції вимагали від Зеленського, щоб Авакова не було в новому уряді.
2 листопада 2019 року Стерненко зареєстрував петицію до президента України, у якій йдеться про запровадження заборони для громадян РФ на відвідування території України або запровадження візового режиму. 11 листопада петиція зібрала понад 25 тис. підписів.
2 лютого 2022 організував мирний протест із метою закриття проросійського телеканалу НАШ, власником якого був проросійський політик Євген Мураєв.
24 лютого 2022 року, коли почалося повномасштабне вторгнення Росії в Україну, Стерненко приєднався до підрозділу «Гонор» у складі Сил спеціальних операцій ЗСУ.
15 жовтня 2022 року Стерненко пообіцяв надати $10 тис. власних коштів тому, хто візьме Гіркіна у полон. Згодом до ініціативи приєднався фронтмен гурту «Антитіла» Тарас Тополя, військовий та письменник Валерій Маркус, голова Луганської ОВДА Сергій Гайдай, поет Євген Рибчинський, тенісист Сергій Стаховський та інші.

## Відеоблог
Сергій веде відеоблог на YouTube, де розказує про події в Україні. Лауреат премії «Паляниця Awards» у номінації «Людина року в українському YouTube» від редакції «Телебачення Торонто».

## Напади
Перші три напади відбулись в Одесі протягом лютого-травня 2018 року, вони входять до так званого «Списку Гандзюк», і сталися одразу після участі Стерненка у протестах проти знищення Одеською міською владою Літнього театру та після того, як він організував серію акцій проти російської культурної експансії в Одесі.
Після першого нападу Стерненко просив про державну охорону в поліції, але отримав відмову. Відмовили Стерненку в охороні поліція й після другого нападу. Після третього нападу поліціянти пообіцяли надати охорону, але так цього і не зробили. Натомість, нападник Ісайкул отримав від поліції державну охорону.

### Перший напад
7 лютого 2018 року на Стерненка було скоєно напад в Одесі поблизу будинку, де він мешкав. Тоді на Сергія чекало двоє невідомих, і щойно він зайшов до під'їзду, зловмисники накинулися на нього й побили. Стерненко після нападу тиждень пролежав у лікарні.

### Другий напад
1 травня 2018 року в Одесі на Стерненка було скоєно збройний напад. Стерненко та його дівчина Наталя Усатенко планували відвідати мітинг комуністів біля оперного театру, щоб зафільмувати його. Коли Стерненко виходив з двору, пролунали два постріли. Нападник вистрелив з травматичного пістолета в область шиї ззаду, а під час затримання стріляв в очевидців інциденту. Нападника було затримано на місці злочину, ним виявився раніше засуджений за розбій Абзал Байкумашев. На місці нападу знаходилось авто родини Руслана Форостяка, радника ексглави поліції Одещини Дмитра Головіна. За кермом автівки перебував Костянтин Карбенюк, тоді він був тренером спортивного єдиноборства в одному з клубів Одеси.
За словами анонімного високопосадовця з правоохоронних органів у коментарі Громадському телебаченню, розслідування СБУ встановило зв'язок із цим нападом Едуарда Панченка — колишнього члена проросійської партії «Родіна», а пізніше активіста «Правого сектора», якого було виключено з ПС після конфлікту з Сергієм Стерненком. Першим цю версію публічно озвучив Дмитро Головін в інтерв'ю виданню «Лівий берег».

### Третій напад
24 травня 2018 року в Одесі було скоєно третій напад на Стерненка та його дівчину Наталю Усатенко. Один із двох нападників, Іван Кузнєцов із Чорноморська, був поранений ножем у серце і живіт, від чого й помер. Інший, Олександр Ісайкул втік, але протягом доби був затриманий поліцією, проте його навіть не допитали. Згодом поліція відпустила нападника, він проходив у справі як свідок, а незабаром втік із України до Молдови, переїхав до Німеччини, а згодом — до Росії.
Стерненко під час нападу на нього отримав ножове поранення лівої руки (артеріальна кровотеча) й струс мозку. Він перебував на лікуванні в Одеській лікарні № 1, куди його шпиталізовано після нападу. 26 травня, наступного дня після нападу, йому без попередження припинили надавати медичну допомогу, посилаючись на виписку з лікарні, яку було зроблено о 10:30 25 травня. Тобто виписали таємно й заднім числом. Замовників нападу на Стерненка не встановлено. За версією Стерненка, замах на нього могли організувати Олександр Подобєдов («тітушковод» середньої ланки) та Віталій Посувайло.
Згодом з'явився свідок у справі нападу на Стерненка, який розповів про замовника, мотиви нападників та ціну, яку пропонували заплатити виконавцеві замаху. 20 травня 2018 року Кузнєцов зустрівся зі свідком та розповів, що Подобєдов отримав від Труханова замовлення «поламати нациста Стерненка», який йому заважає. Кузнєцов шукав для цієї справи собі помічника та пропонував заплатити за це 1 000 доларів.
Журналісти «Слідства. Інфо» знайшли докази, мапу зі шляхами пересування нападників у вечір замаху, де в одному з документів указано, що незадовго до нападу четверо осіб: нападники Ісайкул та Кузнєцов, а також інші дві особи: Подобєдов і Посувайло, зустрілися неподалік місця замаху, у парку обласної ради. Туди Кузнєцова привіз саме Подобєдов. Тобто слідство має інформацію про пересування цих чотирьох осіб у вечір нападу на Стерненка, проте жодному з них досі не оголосили про підозру, а Подобєдов з Посувайло не є навіть свідками у справі.
У жовтні 2019 року Генеральна Прокуратура України забрала справу Стерненка у поліції та передала її до Головного слідчого управління СБУ, у зв'язку з можливою причетністю одеських поліціянтів до організації нападу на активіста.
Третій напад на Стерненка набув найбільшого розголосу, зокрема, завдяки проросійським політикам та українофобам на взір Андрія Портнова, Вадима Рабиновича, Максима Бужанського, Олени Бондаренко, Анатолія Шарія, Олени Лукаш, Іллі Киви, Олександра Дубінського тощо. Притягти Стерненка до кримінальної відповідальності, за статтею «умисне вбивство», постійно вимагають народні депутати від фракції ОПЗЖ.
У червні 2018 року Стерненко подав до Шевченківського суду Києва позов до Михайла Добкіна, ТОВ «Ласмак», каналу ICTV, де просив суд визнати висловлювання Добкіна недостовірними: «А знаєте, чому Стерненку нічого не буде за вбивство військовика? Та тому, що він — СБУшна пика. З його допомогою служба зривала концерти в Одесі, нападала на „неправильних“ мітингувальників та здійснювала інші протиправні дії. Він недоторканий. Поки». 30 листопада 2018 року Шевченківський суд відмовив у задоволенні позову в повному обсязі, позивач рішення не оскаржував.
6 жовтня 2020 року Стерненко подав до Шевченківського суду Києва позов до проросійського пропагандиста Анатолія Шарія, телеканалу 112, де просив суд визнати висловлювання Шарія неправдивими: «розмахуючи власним ножем, а потім він почав наздоганяти»; «він наздогнав людину і вдарив її ножем у серце.», «Він йому розпоров живіт, потім наздогнав людину, у якої був розпорений живіт, і вдарив його ножем у серце». 15 липня 2022 року Шевченківський суд відмовив у задоволені позову в повному обсязі, позивач рішення не оскаржував.

### Четвертий напад
1 травня 2025 року на Стерненка напали, поранивши його. За даними СБУ, напад вчинила жінка з вогнепальної зброї. О 13:20 жінка середнього віку вистрелила у бік Стерненка, коли він із особистим охоронцем та співробітником СБУ виходив з будинку в бік автівки. За даними ЗМІ, її могли завербувати російські спецслужби, на її банківський рахунок надходили гроші з рахунку російських спецслужб. Підозрюваній обрали запобіжний захід у вигляді тримання під вартою до 29 червня 2025 року.

## Кримінальне переслідування

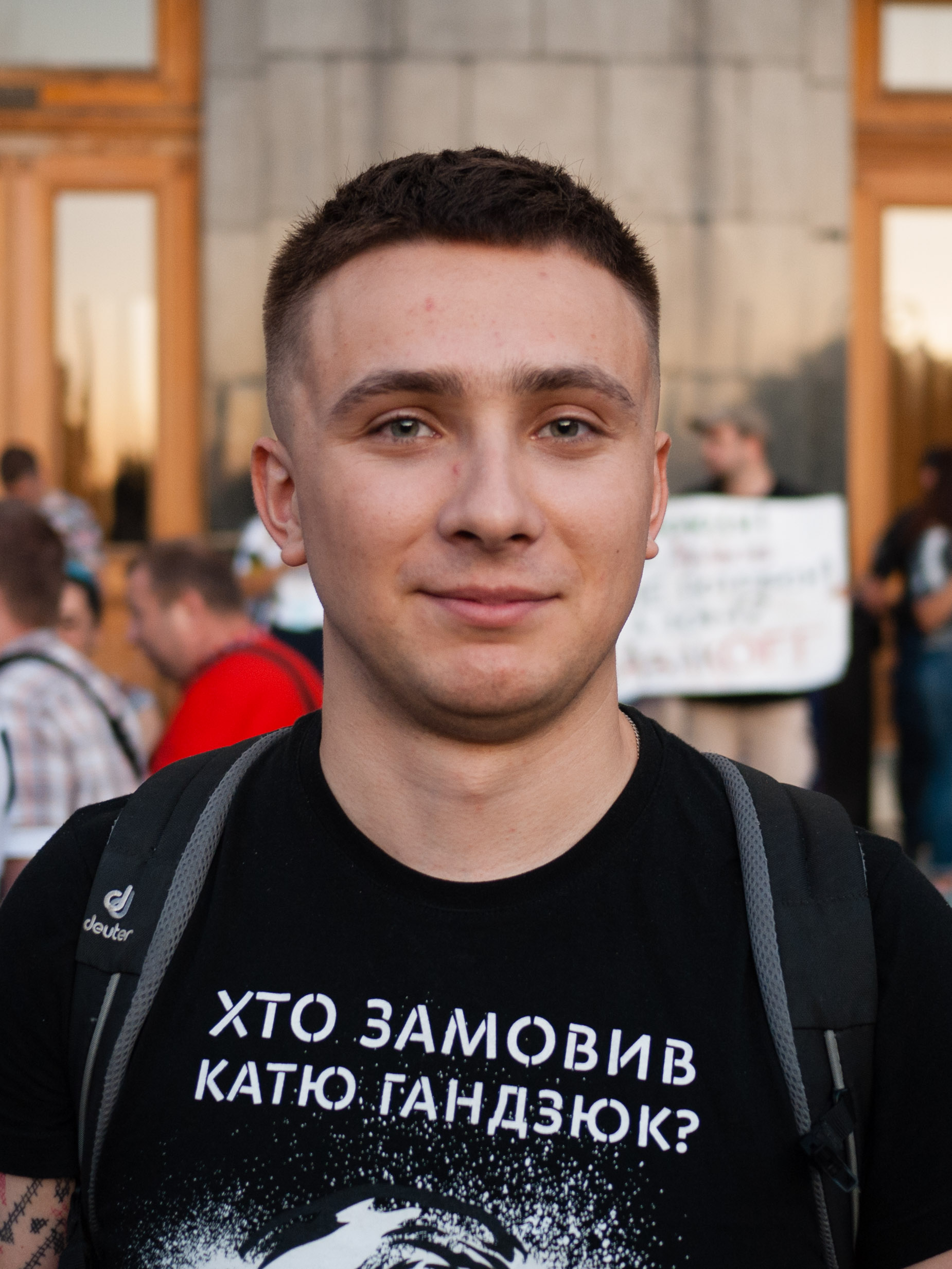
Сергій на акції «Аваков — чорт». Київ, 28 серпня 2019 року

У вересні 2015 року проти Стерненка порушили кримінальне провадження за підозрою у викраденні навесні 2015 року депутата Комінтернівської районної ради Одеської області Сергія Щербича. Згодом Щербич став соратником голови міста Одеси Геннадія Труханова та членом його партії «Довіряй справам». 2015 року Стерненко подав звернення до обласної прокуратури, СБУ та МВС із вимогою притягти Сергія Щербича до кримінальної відповідальності через його антиукраїнську діяльність. Щербич тоді активно діяв проти української армії, закликав до порушення територіальної цілісності України, до того був причетний до завезення тітушок у Київ, під час Революції гідності. Жодних дій з боку правоохоронних органів стосовно Щербича не було, а от до Сергія Стерненка у помешкання увірвався спецпідрозділ «Сокіл», затримав та помістив його до СІЗО. Це відбулося через кілька днів після допису Стерненка у Facebook, в якому він написав: «Щоб ти здох, Петро Порошенко».
Сергієві Стерненку інкримінували викрадення та завдання тілесних ушкоджень Щербичу з метою заволодіти його коштами в розмірі 300 грн. Після апеляції Сергій Стерненко вийшов під заставу 60 тис. грн. Розгляд справи в суді тривалий час «стояв на місці», оскільки потерпілий (Сергій Щербич) відмовлявся свідчити. Врешті саме за цією справою 23 лютого 2021 року Стерненку винесли вирок — 7 років та 3 місяців позбавлення волі з конфіскацією половини майна.
Після призначення генпрокурором Ірини Венедіктової, за словами її колишнього заступника Віктора Трепака, «виявила величезну зацікавленість до цієї справи (третій напад на Сергія Стерненка) та при першій же розмові про неї сказала мені, що потрібно негайно повідомити Стерненку про підозру у вчиненні ним злочину». За кілька днів Венедіктова підтвердила, що «по Стерненку підозра буде в будь-якому разі». Андрій Радіонов, старший групи прокурорів у справі Стерненка, відмовився підписувати підозру Сергію через відсутність доказів, після чого взагалі вийшов зі справи. Радіонов тоді ж звернувся до Ради прокурорів через публічну обіцянку генерального прокурора «повідомити Стерненку про підозру у будь-якому разі».

### 2020
25 березня відбулася зустріч керівництва прокуратури та Міністерства внутрішніх справ, у якій узяли участь новопризначена генпрокурорка Ірина Венедіктова, її заступники, голова МВС Арсен Аваков, а також вище керівництво Національної поліції. Під час зустрічі сторони «погодили проведення необхідних слідчих та процесуальних дій у низці резонансних кримінальних проваджень», до найбільш резонансних злочинів в Офісі генпрокурора віднесли справу не про напад на Стерненка, а справу про «вбивство Івана Кузнєцова». Хоча досудове слідство у справі Стерненка здійснює СБУ, а не поліція, це не завадило Авакову обговорювати слідчі та процесуальні дії з генпрокурором.
13 травня колишній генпрокурор України Рябошапка заявив, що до нього зверталися неназвані ним люди, щоб він уплинув на справу Стерненка. Про справу Стерненка Рябошапка також сказав, що вона має інший підтекст, зокрема, влада намагається помститися Сергієві, щоб той отримав суворе покарання.
У травні Венедіктова заявила, що вона «постановила про відведення від виконання повноважень керівника органу прокуратури та Генерального прокурора в цьому провадженні» (справі Стерненка), проте правники не знають про таку процедуру, оскільки можна відвести від справи конкретного прокурора, який бере в ній участь, а не генпрокурора загалом.
Гео Лерос, член Тимчасової комісії з контролю ВРУ за розслідуванням вбивства Катерини Гандзюк та нападів на інших громадських активістів 2017—2018 років, стосовно заяв Венедиктової сказав, що сама Венедиктова не давала вказівок щодо слідства. На Стерненка триває атака як з боку генпрокурора, так і проросійських сил. 16 квітня 2020 року в інтерв'ю «Новинарні» Стерненко сказав, що за атаками може стояти й МВС України. Це Стерненко аргументував тим, що Аваков на зустрічах у березні говорив про те, що Сергій має сісти до в'язниці.
6 травня на проросійському телеканалі ZIK, який належить Тарасові Козаку, соратнику проросійського олігарха Медведчука, Білецький заявив, що Стерненко займався публічними будинками та наркогніздами. 8 травня Білецький сказав, що «право на самооборону має кожен, а футбольні фанати не мають захищати людей вибірково». Це сталося після того, як Стерненку висловили підтримку українські футбольні ультраси.
11 червня Стерненку повідомили про підозру в учиненні злочину за частиною 1 статті 115 (умисне протиправне вбивство іншої людини) та частиною 2 статті 263 Кримінального кодексу України (носіння холодної зброї без передбаченого законом дозволу). За даними самого Сергія, результати декількох експертиз підтвердили, що ніж, який він використовував для самозахисту і яким було завдано смертельного поранення одному з нападників, не є холодною зброєю.

11 червня Українська Гельсінська спілка з прав людини опублікувала відкриту заяву, у якій назвала переслідування Стерненка політично вмотивованим. 

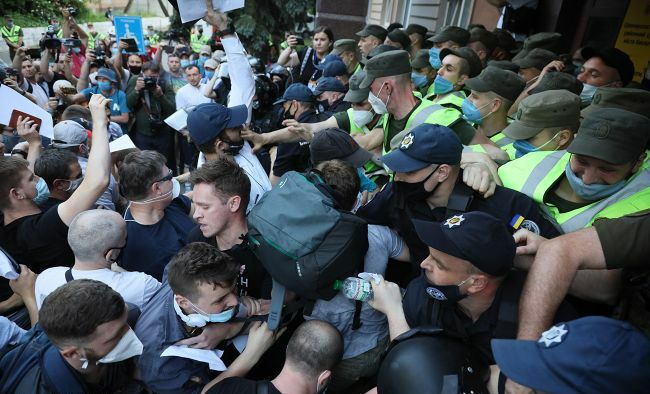
Сутички під Шевченківським судом на підтримку Стерненка (12 червня 2020, Київ)

12 червня у Шевченківському районному суді Києва почалось судове засідання з обрання запобіжного заходу Стерненку. Слідчим суддею у розгляді клопотання є одіозний Володимир Бугіль. Біля будівлі Шевченківського суду заточилися сутички між активістами та поліціянтами. У цей час у суді обирали запобіжний захід для Стерненка. Активістів та народних депутатів від партії Голос, що планували взяти Стерненка на поруки, не пропускали на засідання суду. Поліція застосувала газові балончики, у відповідь полетіли порожні пляшки.
15 червня сутички під судом продовжились, поліціянти затримали одного з організаторів акції, Миколу Виговського, та двох інших учасників протесту. Нардеп від партії «Голос» Роман Лозинський, що хотів взяти на поруки Сергія, заявив, що поліціянти його побили. Щонайменше один з них ударив затриманого активіста ногою в спину, активісти також заявляють про масові порушення закону поліціянтами при затриманнях. Начальник поліції Києва Андрій Крищенко відсторонив від роботи двох поліціянтів, що дозволили собі бити активістів.
16 червня Стерненку змінили місце домашнього арешту на Київ. Під час засідання адвокат Стерненка просила про відвід судді Олени Мелешак, однак прохання було відхилено. Наступне засідання суду було заплановано на 26 червня.
23 червня Івану Кузнєцову, одному з нападників на Стерненка, скасували підозру. Саме Кузнєцов в ході нападу отримав смертельне поранення в серце. 26 червня Апеляційний суд переніс розгляд апеляції про зміну запобіжного заходу на 3 липня.
3 липня Апеляційний суд залишив запобіжний захід без змін, Стерненкові залишили вимогу залишатися під домашнім арештом, а перегляд запобіжного заходу запланували на кінець липня в Шевченківському райсуді Києва. 25 серпня Верховний суд відмовився переносити розгляд справи Стерненка до Києва, справу було залишено до розгляду в Приморському суді Одеси.
18 грудня Приморський суд Одеси повторно відправив Сергія під нічний домашній арешт.

### 2021
29 січня суддя Приморського районного суду Одеси Сергій Кічмаренко задовольнив клопотання захисту, відпустивши Стерненка на поруки народному депутату Роману Лозинському («Голос»).
23 лютого Стерненку винесено вирок у справі про викрадення людини — 7 років та 3 місяці позбавлення волі з конфіскацією половини майна. Вирок стосується справи про викрадення місцевого депутата Сергія Щербіча (про справу див. вище). Стерненка визнали винним за статтями: частиною 2 статті 146, частиною 2 статті 187 та частиною 1 статті 263 ККУ, але від відповідальності за статтею про викрадення людини Сергія звільнили через закінчення строку давності.. Після винесення вироку під судом відбулися сутички з поліціянтами, активісти заблокували вихід із суду, поставили авто та заблокували виїзд. Вирок спровокував акції протесту в різних містах України, які підкреслювали переслідування, відсутність доказів, закритість та заангажованість суду та комуністичні погляди судді Віктора Попревича. Коментуючи вирок, Стерненко вказав, що його було винесено під тиском з боку Офісу президента і що вирок спочатку був виправдальний, але суддя його переписав під тиском замглави ОП Олега Татарова, генпрокурора Ірини Венедіктової та мера Одеси Геннадія Труханова, який «покриває» президента Зеленського.
27 лютого та 20 березня під Офісом президента в Києві пройшли масові протести на підтримку Стерненка.
9 квітня Одеський Апеляційний суд змінив запобіжний захід для Сергія Стерненка на цілодобовий домашній арешт. 31 травня відбулося останнє засідання Апеляційного суду Одеси щодо справи Сергія Стерненка про викрадення людини — місцевого проросійського депутата Сергія Щербіча (про справу див. вище). Активіста визнали винним за статтями 146 та 263 ККУ та засудили до 3 років позбавлення волі із заміною на 1 рік умовного терміну.

### 2022
10 лютого відбулося засідання Касаційного кримінального суду щодо справи Стерненка та Руслана Демчука. Було скасовано рішення Приморського районного та Апеляційного судів міста Одеси стосовно частини 1 статті 263 ККУ (щодо «зберігання» Стерненком одного патрона), проте вирок стосовно ст. 146 («Викрадення») залишили. Таким чином, з активіста зняли судимість. Крім того, він обіцяє подати позов до Європейського суду з прав людини за статтею 146 ККУ.
24 лютого в день початку повномасштабної Російсько-Української війни вступив до територіальної оборони Києва, де був залучений деякий час до патрулювання та забезпечення прикриття роботи 72 бригади. Займався волонтерством та збором коштів на потребі ЗСУ.
11 жовтня Сергій разом з фондом Сергія Притули вдалось зібрати 352 млн гривень донатів на помсту росіянам.

## Акції підтримки
Після третього нападу на Стерненка в соціальних мережах інтернет-користувачі почали викладати фотографії, на яких вони тримають в руках ножі. Таким чином, українці демонстрували, що кожен має право на самооборону. У Твіттері був запущений флешмоб #у_мене_теж_є_ніж.

### Травень 2020
5 травня 2020 року ультрас «Динамо» Київ «WBC Ultras Dynamo» оголосили, що в разі оголошення підозри активістові Сергію Стерненкові вони одразу ж оголосять загальну мобілізацію та збір для акції протесту. Ініціативу ультрас «Динамо» (Київ) підтримали й інші ультрас, серед яких «Родичі» (Динамо Київ), львівських «Карпат», донецького «Шахтаря», луцької «Волині», херсонського «Кристалу», запорізького «Металургу», одеського «Чорноморця»(Сектор 8+8), івано-франківського «Прикарпаття», миколаївського «Миколаєва», сімферопольської «Таврії», харківського «Металіста» та «Nord Side Fir», чернігівської «Десни», київської «Оболоні-Бровар», ковельські ультрас, луганської «Зорі», полтавської «Ворскли», хмельницького «Поділля» та інші. Підтримку Сергію Стерненку висловили й ультрас найтитулованішого клубу Грузії — тбіліського «Динамо».
5 травня 2020 року Стерненка підтримала ГО «Рух опору капітуляції»
6 травня у дев'яти містах України (Києві, Одесі, Львові, Дніпрі, Херсоні, Івано-Франківську, Луцьку, Харкові та Тернополі) відбулися акції на підтримку активіста Сергія Стерненка. У Києві акція відбулася біля Офісу президента, під час акції на будівлю транслювали зображення Сергія Стерненка з гаслами «Руки геть від Стерненка» і «Маю право на захист». У Львові акція відбулась під Обласною прокуратурою, де учасники акції ввімкнули на проєкторі світлину Стерненка з написом «Руки геть від Стерненка» та «Маю право на самозахист».
Уляна Супрун, колишня в.о. міністра охорони здоров'я України, сказала: 
| Захист свого життя — це природне право людини, яке також закріплене в Конституції України. Ніхто і ніщо не може його порушити, забрати чи знищити. Переслідувати людину за те, що вона не дає себе мовчки вбити — це абсурд. Намагатися покарати людину за те, що вона захистила своє життя — це абсурд. Покривати справжніх злочинців, корупціонерів і тих, хто роками грабує українців — це абсурд. Жити в країні, де це все можливо — абсурд.[133] |
18 травня 2020 року в Києві біля будівлі СБУ відбулася акція на підтримку Стерненка. За словами Стерненка, цього дня йому мали вручити підозру в навмисному вбивстві, але цього не сталося через суспільний резонанс. У червні 2020 року український тенісист Сергій Стаховський так оцінив суд над Стерненком:
| Замість суду над нападниками маємо суд над постраждалим...[135]. |

### Лютий 2021
24 лютого 2021 року міський голова Івано-Франківська Руслан Марцінків скликав позачергову сесію міської ради через ув'язнення Сергія Стерненка. Водночас депутати Калуської міської ради звернулися до президента України Володимира Зеленського з вимогою негайно взяти під особистий контроль справу Сергія Стерненка та забезпечити об'єктивний і неупереджений розгляд її апеляційною інстанцією.

### Березень 2021
Наступна велика акція протесту проти вироку Стерненку під назвою «Не чуєш? Побачиш» відбулася в тому ж місці 20 березня, у день народження Сергія Стерненка. Учасники розмалювали стіни будівлі написами протесту і розбили кілька шибок, двері Офісу та табличку було підпалено, по будівлі було запущено кілька феєрверків. Поліція практично не втручалася в перебіг акції, що тривала до 21 години. ОП оцінив збитки у майже 2 млн грн, попри те, що декілька клінінгових компаній пропонували свої послуги за значно нижчу вартість. Після акції за підозрою в хуліганстві поліцією було затримано письменника, ветерана АТО Влада Сорда, чиє видавництво підтримує політв'язнів, зокрема і Стерненка, та пізніше затримано ще трьох осіб, в цілому сімом було повідомлено про підозру в незаконних діях. Низка фахівців з політології, політтехнології та конституційного права, а також депутати з опозиційних фракцій відгукнулися про переслідування учасників акції як сплановану чинною владою діяльність задля відвернення уваги громадськості від своїх провалів у внутрішній та зовнішній політиці. Увагу поліції також привернула нацистська свастика, намальована на Офісі, виявлена наступного ранку після акції. Голова Нацполіції Ігор Клименко на спеціальному позачерговому засіданні Верховної Ради 30 березня повідомив, що свастика з'явилась після завершення акції, о 23:35. Верховна Рада засудила протестну акцію. Розмальовані двері з вибитим склом стали своєрідним символом «Не чуєш? Побачиш», і демонструвалися в ток-шоу «Право на владу» телеканалу «1+1» як речовий доказ.

## Волонтерство
Від початку повномасштабного російського вторгнення в Україну Стерненко допомагав українським військовикам, відправляючи їм різні безпілотні літальні апарати. За словами самого Стерненка, його на це надихнув Павло Петриченко.
|  | Насправді, Павло Петриченко був одним з тих, хто допоміг започаткувати «русоріз». Ми якось сиділи у фонді Сергія Притули, балакали. От я йому кажу: «Паша, що мені робити?» Яку номенклатуру треба купляти для армії? Він каже: «Купляй таку, щоб п#####в убивало, типу, красиво, щоб було відео. Купуй дрони, які будуть убивати росіян». От так і почався мій шлях закупівельника FPV, завдяки Павлу Вікторовичу. |

Так, 10 жовтня 2022 року, на тлі масованого ракетного обстрілу російськими загарбниками, Фонд Сергія Притули та Сергій Стерненко оголосили про збір коштів на закупівлю безпілотників RAM II UAV для Збройних Сил України. Станом на 18 січня Фонд Сергія Притули та Сергій Стерненко зібрали 352 млн грн на дрони RAM ІІ UAV та ще 92 дрони великої дальності.
У ніч на 1 вересня 2023 року було атаковано військовий аеродром у Пскові. Стерненко опублікував відео ударів по літаках Іл-76 та заявив, що військовими ГУР МО було знищено чотири літаки та пошкоджено ще два. Сума збитків орієнтовно склала 200—300 мільйонів доларів.
Станом на 14 серпня 2023 року Стерненко зібрав для ЗСУ майже 500 мільйонів гривень.[джерело?]
8 листопада 2023 року він заявив, що FPV-дронами, які були ним закуплені, військові 103 бригади територіальної оборони знищили російський ЗРК Тор вартістю понад 24 мільйони доларів.
6 грудня 2023 Сергій повідомив, що FPV-дронами, гроші на які збирали українці, виведений з ладу (не підлягає ремонту) ЗРК вартістю понад 100 млн доларів.
У звіті за 2024 рік Сергій Стерненко повідомив, що йому вдалося за донати закупити ~104 000 FPV-дронів.
15 січня 2025 року почала функціонувати благодійна організація «Благодійний фонд „Спільнота Стерненка“», де головою є Скарлат Олександр Юрійович, а Сергій Стерненко — підписантом документів.

## Особисте життя
30 листопада 2024 року в Instagram повідомив, що заручився зі своєю дівчиною Наталією Усатенко на фоні Софії Київської.

## Нагороди та відзнаки
- 4 жовтня 2016 нагороджений відзнакою УПЦ КП — Медаль «За жертовність і любов до України»[155][156]

## Інтерв'ю
- Сергій Стерненко — людина, яка змінює Одесу: Зберігаємо спокій й чистимо кулемет(рос.) / 048.ua — Сайт міста Одеси, 15 серпня 2015.
- SmFMTpV4hLU на YouTube, 15 травня 2016.
- Інтерв'ю з екскерівником одеського «Правого сектора» Стерненко: відступати я не маю наміру(рос.) / УСІ Одеса, 8 лютого 2017.
- ZP2uUZt1zWg на YouTube, 29 листопада 2017.
- Активіст Сергій Стерненко, який блокує концерти: Бабкін хоч нагород із рук убивць не брав, з Лорак ситуація складніша / УП.Життя, 4 грудня 2017.
- «Ми не можемо пробачати кров українців» — Сергій Стерненко / Газета по-українськи, 29 травня 2018.
- Сергій Стерненко: «Я не вважаю, що перевищив межі необхідної оборони» / Лівий берег, 28 травня 2018.
- Стерненко: Суспільство перебуває в напівсплячці. Але якщо дуже гучно крикнути, то воно прокидається / Українська правда, 28 вересня 2018.
- qTUhlZLUy-I на YouTube / Лівий берег, 11 вересня 2023.
- VMU4warX4gU на YouTube / Українська правда.